# Cyanicula
Cyanicula é um género botânico pertencente à família das orquídeas, ou Orchidaceae,  classificado na subtribo Caladeniinae da tribo Diurideae. É o único gênero de Caladeniinae com plantas de folhas ovaladas recobertas por pilosidades, flores de labelo com calos alinhados pelo menos até a metade do disco, tubérculos completamente recobertos por uma túnica fibrosa, sem raízes, e flores que só se abrem completamente quando faz calor. Seu nome vem do grego cyano, azul, em alusão à cor das flores da maioria das espécies. Até 2000 este gênero era considerado uma seção de Caladenia.
Cyanicula é composto por dez espécies terrestres,  originárias do sul da Austrália, predominando no lado ocidental, e da Tasmânia onde habitam ambientes diversos, sempre com clima marcadamente sazonal. Crescem durante o outono e inverno e florescem na primavera. Sua floração é grandemente estimulada por incêndios ocasionais. São plantas de cultivo difícil.
Cyanicula são plantas anuais que, além das características acima enumeradas, apresentam caules curtos, eretos, não ramificados, com uma única folha membranácea plana basal, e inflorescência terminal, ambos pubescentes com somente uma ou poucas flores ressupinadas azuis, amarelas ou brancas, de segmentos livres e bastante similares. O labelo é muito menor que os outros segmentos, simples ou trilobado, preso à coluna por uma garra basal, inteiramente recoberto por pequenas glândulas, normalmente as mais próximas à base, de formato diferente. A coluna é curva e delicada, apoda, com antera terminal e quatro polínias. As muitas espécies de flores azuis são polinizadas por abelhas e as poucas espécies amarelas ou brancas, todas pertencentes ao complexo da Cyanicula gemmata, por besouros.

## Publicação e sinônimos
- Cyanicula Hopper & A.P.Br., Lindleyana 15: 120 (2000).

Espécie-tipo:
- Caladenia gemmata Lindl. = Cyanicula gemmata (Lindl.) Hopper & A.P.Br. (2000).

Sinônimos:
- Caladenia R.Br. sect. Pentisea Lindl., Edward's Bot. Reg., 1-23, Swan Riv. Append. liii (1840).

## Histórico
Cyanicula foi proposto por Hopper e Brown em 2000, com base em sua morfológicos e em dados moleculares. Apesar de não ter sido publicado, o gênero já havia sido informalmente proposto por Drummond em 1838, no entanto Lindley preferiu propor apenas uma seção, Pentisea, em Caladenia para classificar as duas espécies conhecidas na época.
Uma espécie originalmente descrita em Caladenia mas depois considerada uma Cyanicula, a C. deformis deu origem um novo gênero, Pheladenia. Os dados moleculares sobre esta espécie até o momento não são conclusivos e explora-se a possibilidade de ter origem como híbrido intergenérico.

## Espécies
- Cyanicula amplexans (A.S.George) Hopper & A.P.Br., Lindleyana 15: 120 (2000).
- Cyanicula aperta Hopper & A.P.Br., Austral. Syst. Bot. 17: 229 (2004).
- Cyanicula ashbyae Hopper & A.P.Br., Lindleyana 15: 120 (2000).
- Cyanicula caerulea (R.Br.) Hopper & A.P.Br., Lindleyana 15: 121 (2000).
- Cyanicula fragrans Hopper & A.P.Br., Lindleyana 15: 121 (2000).
- Cyanicula gemmata (Lindl.) Hopper & A.P.Br., Lindleyana 15: 123 (2000).
- Cyanicula gertrudeae (Ostenf.) Hopper & A.P.Br., Lindleyana 15: 123 (2000).
- Cyanicula ixioides (Lindl.) Hopper & A.P.Br., Lindleyana 15: 123 (2000).
- Cyanicula nikulinskyae Hopper & A.P.Br., Lindleyana 15: 123 (2000).
- Cyanicula sericea (Lindl.) Hopper & A.P.Br., Lindleyana 15: 124 (2000).